# メディアキング電波ファイター
『メディアキング電波ファイター』（メディアキングでんぱファイター）は、1994年4月4日～1996年10月4日まで中京広域圏を対象に放送された、CBC中部日本放送（現・CBCラジオ）制作の夜のワイド番組（ラジオ番組）。

## 概要
CBCラジオの夜ワイド枠でこれまで放送した『小堀勝啓のわ!Wide とにかく今夜がパラダイス』『CREATIVE COMPANY 冨田和音株式会社』は共にメインのパーソナリティ1名が月曜～金曜（木曜）まで通して出演する形で行われたが、当番組はパーソナリティが日替わり制となり、月曜～土曜まで放送の帯番組となった。番組専用に導入した電話回線、街頭に設置したマイクなどからリスナーのメッセージを募集。番組の進行に活用させるという少々変わったシステムを導入した。
ハガキ職人番付は前番組の『冨田和音株式会社』（冨カン）から受け継いだ。冨カンは採用合計数を期間で区切らず、ポイントを積み増す方式を採用したが、当番組は毎月、採用最多リスナーを発表する方式に変更した。

## 放送時間
- 月曜 - 金曜：21:00 - 24:00
- 土曜：21:00 - 23:00

## パーソナリティ
※担当期間の表記のない者は、曜日移動が無く、当番組の全放送期間を通して担当していた事を示す。

### 月曜
- 伊藤敦基（CBCアナウンサー(当時)）
- KISS - 1994年4月 - 9月
- 山本景子 - 1995年4月 - 1996年9月

### 火曜
- 鉄崎幹人
- 戸井康成 - 1994年4月 - 1996年3月。その後、木曜へ移動
- 木原さとみ（東京パフォーマンスドール）
- 東京パフォーマンスドール [1]

### 水曜
- 森合康行（CBCアナウンサー(当時)）
- 西邑理香 - 1994年4月 - 1995年3月
- 福田知鶴 - 1995年4月 - 1996年9月

### 木曜
- 石丸元章 - 1994年4月 - 11月[2]
- サタンの爪 - 1994年12月 - 1995年1月
- ランキンタクシー - 1995年2月 - 3月
- 川崎真理子 - 1994年4月 - 1995年3月
- La.おかき（飯尾和樹、村山ひとし） - 1995年4月 - 1996年3月[3]
- 村田和美 - 1995年4月 - 9月
- 戸井康成 - 1996年4月 - 9月
- 唐沢夏子 - 1996年4月 - 9月

### 金曜
- 高山知浩、河本栄得（ベイブルース）[4]
- 阿部恵（CBCアナウンサー(当時)）
- ブラザース - 1995年10月 - 1996年10月

### 土曜
- 柳川薫（CBCアナウンサー(当時)）
- 河合紀幸 - 1994年4月 - 9月
- 高橋啓介 - 1994年10月 - 1995年3月
- 島田修三 - 1995年4月 - 1996年3月

## コーナー

### 平日
- オープニング ファイター
- 成金ポイント狩り
- アクセスの要塞（提供：安達学園）
- シャッチーズ・ビート（提供：大塚製薬）
- さりげにハイスクール!（提供：大塚製薬）[5]
- メディキン 遊ボンバー
- DOCOMOポケベル ファイターズクラブ （提供：NTTドコモ）
- ☆ デーモン・オーケンのラジオ巌流島（制作：ニッポン放送、1994年4月 - 1994年9月）
- ☆ 電気GROOVE ビリビリ行こうぜ! （制作：ニッポン放送、1994年10月 - 1995年3月）
- ☆ 秋葉原ヤング電気館（制作：ニッポン放送）
- ファイターランキング（提供：中部プラント）
- ポッカ メディキンネットワーク（提供：ポッカコーポレーション(現・ポッカサッポロフード&ビバレッジ)）
- ☆ J-MILK Portable LAZY KNACK　（制作：TBSラジオ、提供： J-MILK 国産牛乳推進協）
- カウントDOWN テレフォン
- キャンパス グラフィティ
- ☆ 安藤治彦 いろんなことしたい! （提供：エイデン、1994年4月 - 1995年3月）
- ☆EIDEN ハッパ63（提供：エイデン、1995年4月 - 1996年10月）
- ファイター決戦
- ファイターランド（提供：カヤバ工業）

### 土曜
- オープニング ファイター
- アクセス クラブ
- カオルの扉
- お話しませんか
- 詩人のひとりごと
- ウィークエンド ブックエンド
- クイズ ひらけごま
- かおるのアンテナ
- ファイター野郎参上
- 夜の恋愛 人生相談
- ランキング概況
- 星に願いを
- 柳川かおる 世界の旅
- かおるの部屋
- 夜のごちそう
- ロゼッタストーンのなぞ
- ☆ キララのハートを狙い撃ち（1994年4月 - 9月）
- ☆ 安藤治彦 いろんなことしたい! II （1995年4月 - 1996年10月）

☆印は内包番組であることを示す。